# Den (faraon)
Den, též Vedimev, byl egyptským faraonem 1. dynastie. Vládl přibližně v letech 2939/2889–2892/2842 př. n. l. Je to první faraon, u nějž je známo jméno obou paní.

## Vláda
Den se stal na trůně nástupcem krále Wadžiho. O jeho vládě máme poměrně dobré zprávy, z jeho doby se totiž zachovaly první souvislejší nápisy a texty, které nás o něm informují. Dovídáme se z nich o důležitých náboženských slavnostech, jubilea ku příležitosti třiceti let vlády krále či např. o lovu hrochů, jehož se král zúčastnil. Podle nich také hned v druhém roce své vlády provedl doslovně „první úder na východ“. Pravděpodobně se tehdy vydal na poloostrov Sinaj, kde tamní kočovníky porazil. Ve čtvrtém roce pro změnu provedl sčítání lidu v zemi, v desátém zničil Verku, město zbraní, které dodnes nebylo identifikováno.

## Významní Denovi hodnostáři
Hemaka – první známý první ministr (vezír?) v dějinách Egypta. V jeho hrobce v Sakkáře se nalezl nejstarší známý (ale nepopsaný) papyrus, který se dochoval až do našich dnů.

## Králova hrobka
Podle zvyku králů 1. dynastie si Den také nechal postavit dvě hrobky. Symbolická hrobka se nacházela v Abydu (tzv. hrobka T). Dnes je z ní však pouze jáma o rozměrech 14×8 metrů, původně však měla strop ze dřeva a byla obložena žulou. Jeho hrobka v Sakkáře není bezpečně identifikována.